# Джуліо Маккі
Джуліо Маккі (італ. Giulio Macchi, 1866, Варезе - 1935, Варезе) — італійський інженер та підприємець, засновник авіабудівної компанії Aermacchi.

## Біографія
Джуліо Маккі народився у 1866 році у містечку Варезе. Разом з братами заснував у 1905 році фірму «Società anonima Fratelli Macchi», яка займалась виготовленням автомобільних запчастин та кузовів. У 1913 році він заснував свою фірму «Società Anonima Nieuport-Macchi», яка спочатку виробляла за ліцензією французькі літаки фірми Nieuport, а з 1916 року почала будувати власні літаки, зокрема успішний винищувач Macchi M.5.
У 1920 році компанія стала повністю автономною, у 1924 році була перейменована на Aeronautica Macchi. У 1930-ті роки Маккі почав співпрацювати з дизайнером Маріо Кастольді, разом вони побудували знамените сімейство італійських гоночних гідролітаків, яке складалося з Macchi M.39, Macchi M.52, Macchi M.67 і рекордного Macchi M.C.72.
Крім того, фірма розпочала будівництво мотоциклів під маркою «Aermacchi».
Джуліо Маккі помер у 1935 році у Варезе.